# Bernd Koberling
Bernd Koberling (* 4. November 1938 in Berlin) ist ein deutscher Maler der Neuen Wilden.

## Leben
Koberling absolvierte von 1955 bis 1958 eine Lehre als Koch und übte diesen Beruf bis 1968 aus. Von 1958 bis 1960 studierte er an der Hochschule für Bildende Künste in Berlin bei Max Kaus. Zusammen mit Karl Horst Hödicke war er 1961 Mitglied der Gruppe Vision. In den Jahren 1961 bis 1963 folgte ein Aufenthalt in England. Von 1969 bis 1970 war er Stipendiat der Villa Massimo in Rom. Danach hielt er sich bis 1974 in Köln auf. In den Jahren 1976 bis 1981 übernahm er eine Gastdozentur in Hamburg, Düsseldorf und Berlin. Hieran schloss sich von 1981 bis 1988 eine Professur an der Hochschule für bildende Künste Hamburg an. Seit 1988 hat er eine Professur an der Hochschule der Künste Berlin.
Im Mai 2012 wurde Koberling Mitglied der Akademie der Künste in Berlin.
2017 wurde Bernd Koberling mit einer retrospektiven Ausstellung mit Bildern von 1963 bis 2017 im Museum Küppersmühle für Moderne Kunst in Duisburg geehrt.
Koberling lebt und arbeitet in Berlin und auf Island.

## Werk
Zentrales Motiv in seinen Arbeiten sind expressive nordische Landschaften.

## Sammlungen
- Hamburger Bahnhof, Berlin
- Hamburger Kunsthalle
- Vancouver Art Gallery
- Museum Küppersmühle für Moderne Kunst
- Kunstsammlung Heinrich, Maulbronn

## Auszeichnungen
- 1970 Deutscher Kritikerpreis
- 2006 Fred-Thieler-Preis

## Porträts
Film:
- Atelierbesuch bei Bernd Koberling, Wolfgang Petrick und Hans Scheib (Deutschland 2010). Regie: Norbert Wartig (* 1973). Produktion: LNW FILM